# Arnstein (Unterfranken)

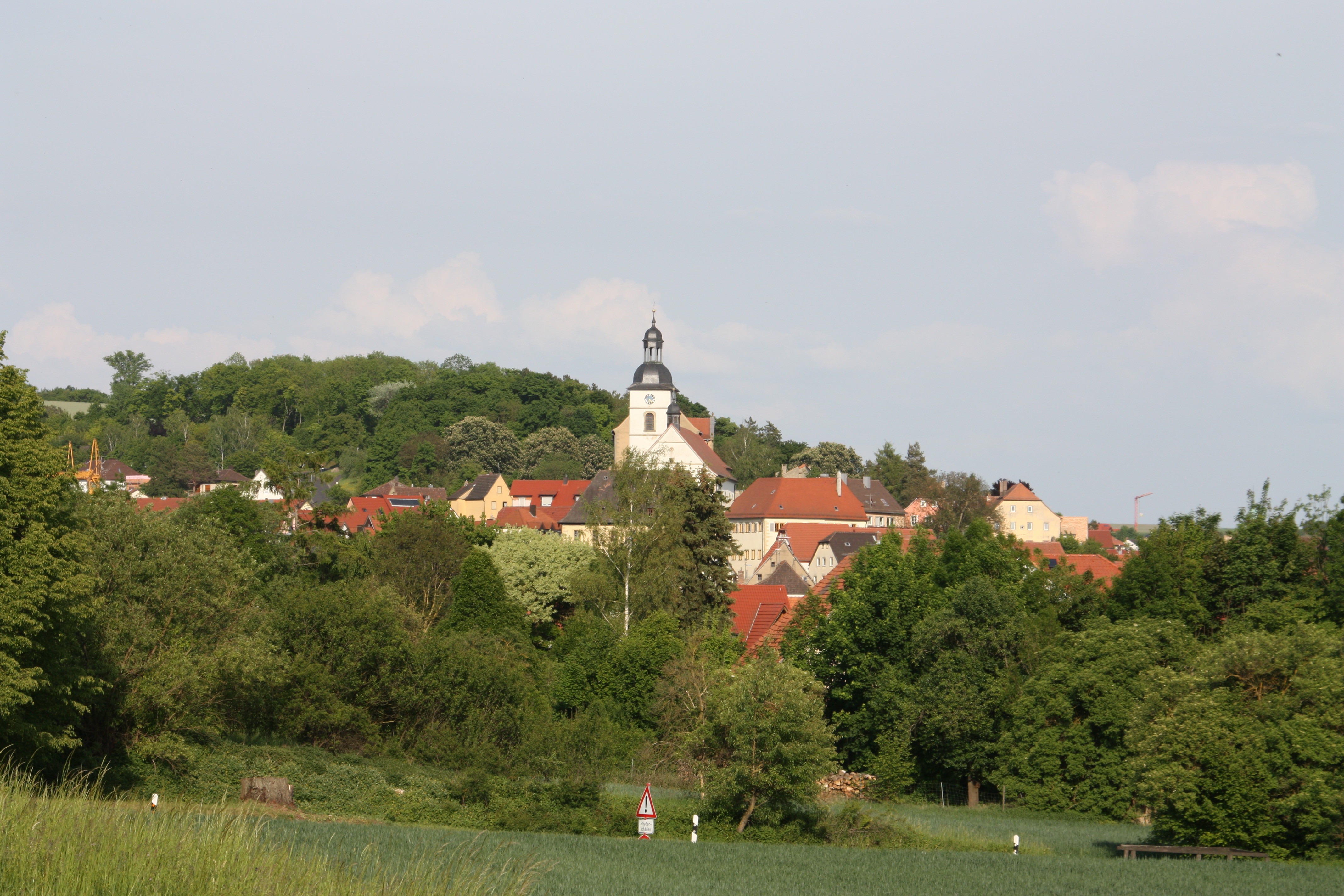
Arnstein von Westen

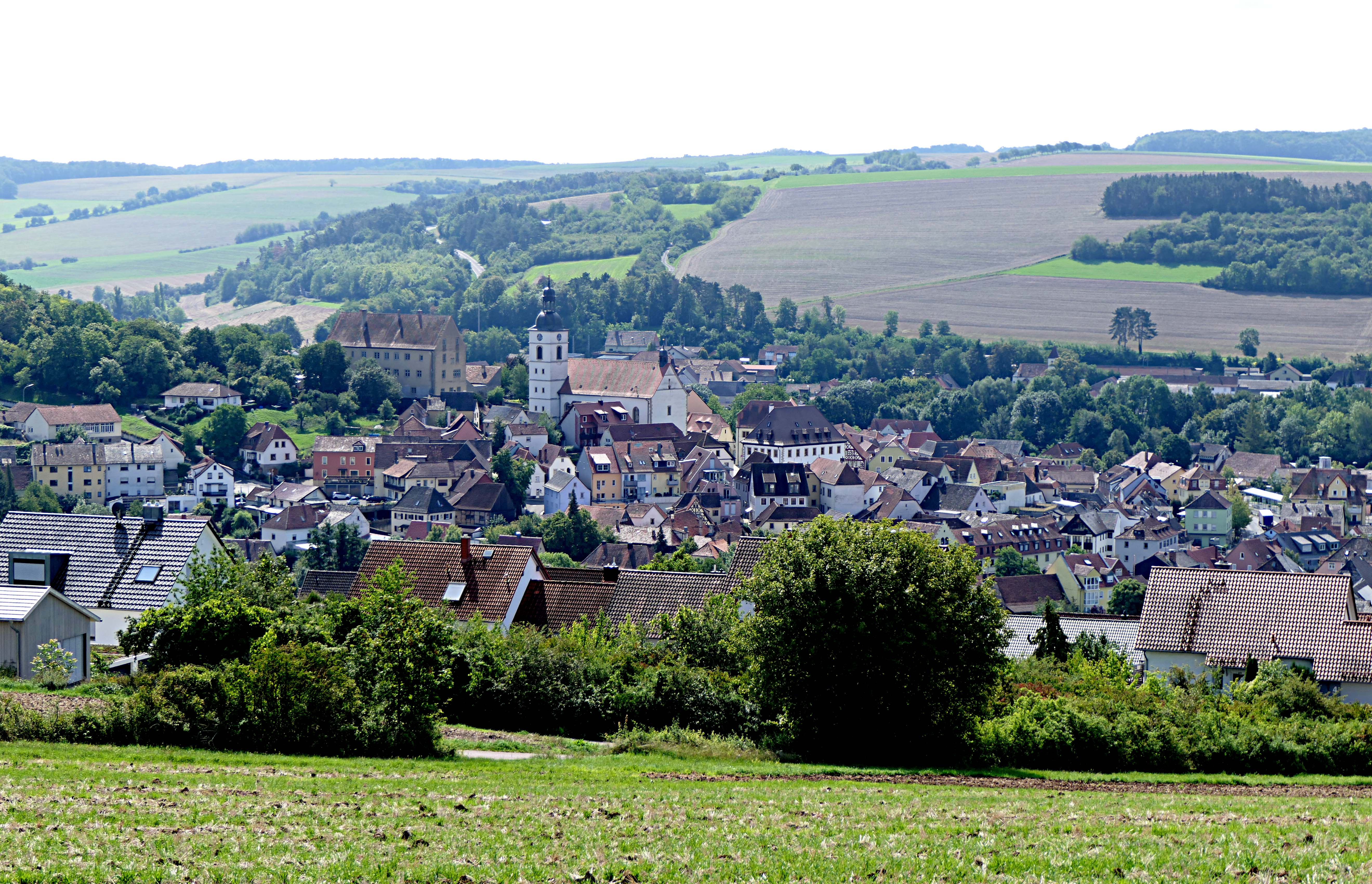
Arnstein von Norden

Arnstein ist eine Stadt im unterfränkischen Landkreis Main-Spessart. Auf dem Stadtgebiet liegt der einzige Schnittpunkt eines Haupt-Breiten- mit einem Haupt-Längengrad in Deutschland.

## Geographie

### Lage
Arnstein liegt an der Wern, welche das Maindreieck durchschneidet und ungefähr 20 Kilometer von Schweinfurt und 25 Kilometer von Würzburg entfernt. Die südlichen Teile des Gemeindegebietes liegen bereits im Gramschatzer Wald.
Arnstein besitzt eine sehr zentrale geografische Lage. Die Stadt liegt 9 Kilometer westlich vom Autobahnkreuz Schweinfurt/Werneck (via B 26a). Die geografische Mitte Unterfrankens liegt laut Bayerischer Vermessungsverwaltung im Arnsteiner Gemeindeteil Büchold. (Siehe auch: Schnittpunkt-Denkmal)

### Gemeindegliederung
Arnstein hat 20 Gemeindeteile und 12 Gemarkungen, die den Gebieten der ehemaligen Gemeinden entsprechen (in Klammern Einwohnerzahlen zum 31. Dezember 2018):
| - Altbessingen (357) - Arnstein (3032) - Dürrhof - Faustenbach - Binsbach (347) - Binsfeld (366) - Büchold (732) - Sachserhof | - Gänheim (765) - Ruppertzaint - Halsheim (242) - Heugrumbach (524) - Müdesheim (385) - Dattensoll | - Neubessingen (140) - Reuchelheim (417) - Ebenroth - Erlasee - Marbach - Schwebenried (811) |

### Nachbargemeinden
| Hammelburg           | Wasserlosen                                 |                     |
| Karlstadt, Eußenheim | Kompassrose, die auf Nachbargemeinden zeigt | Werneck             |
| Retzstadt, Thüngen   | Gramschatzer Wald, Rimpar                   | Hausen bei Würzburg |

### Naturraum
Arnstein liegt in der zu den Mainfränkischen Platten gehörenden naturräumlichen Haupteinheit der Wern-Lauer-Platten und erstreckt sich von der Heßlarer Hochfläche im Norden über den Werngrund bis zum Gramschatzer Wald im Süden.

## Name
Der Name geht auf einen ursprünglichen mittelalterlichen Burgennamen zurück und besteht aus dem Personennamen Aro (als Greifvogel „Aar“ im Wappen Arnsteins dargestellt) und dem mittelhochdeutschen Wort stein (im Sinne von ‚Fels‘ bzw. ‚Felsen‘).

## Geschichte

### Bis zur Gemeindegründung
Ursprünglich zum Besitz der Henneberger gehörig, wurde Arnstein Lehen der Rienecker und der Herren von Trimberg. Gemeinsam mit Amt und Schloss Trimberg gelangte Arnstein dann Ende des 13. Jahrhunderts an das Hochstift Würzburg. Nur kurz zuvor war die Burg Arnstein – später auch Amtsschloss Arnstein genannt – errichtet und Ende des 13. Jahrhunderts an die Herren von Hutten verpfändet worden.
Die Verleihung von Stadtrechten (Stadtgericht und Jahrmarkt) erfolgte am 28. November 1333 durch Kaiser Ludwig den Bayern.
Von Bedeutung für die weitere Entwicklung der Stadt wurden die Familien von Thüngen und von Hutten.
Das ehemalige Oberamt des Hochstiftes Würzburg, das zum Fränkischen Reichskreis gehörte, wurde 1803 zugunsten Bayerns säkularisiert, kam 1805 an Erzherzog Ferdinand von Toskana zur Bildung des Großherzogtums Würzburg, mit welchem es 1814 endgültig an das Königreich Bayern fiel. Im Zuge der Verwaltungsreformen in Bayern entstand mit dem Gemeindeedikt von 1818 die heutige Gemeinde.

### Geschichte der Juden in Arnstein
In Arnstein lebten bereits im  Mittelalter einige Juden. Die Stadt wird 1298 Schauplatz eines Rintfleisch-Pogroms.
Erst Mitte des 14. Jahrhunderts gab es danach wieder Juden in der Stadt.
Die neuzeitliche Gemeinde ging auf eine ursprüngliche Ansiedelung aus der Zeit des 16. Jahrhunderts zurück. Während des Dreißigjährigen Krieges konnten sich offenbar wieder Juden niederlassen. Möglicherweise flohen diese aus Landgemeinden in die Stadt (ca. 1633/34). 1675 zählt man vier jüdische Familien in Arnstein. 1699 bestand die Gemeinde aus 35 Personen. Um 1740 gab es sieben jüdische Haushalte. Um 1800 gab es im damaligen Amt Arnstein nur in Arnstein selbst jüdische Einwohner. Die jüdischen Familien wohnten zunächst alle im Bereich der früheren „Judengasse“ (heute Goldgasse), die entlang der Stadtmauer vom Bettendorfer zum Siegersdorfer Tor verläuft.
Die jüdischen Familien lebten bis Anfang des 19. Jahrhunderts nahezu ausschließlich vom Handel. Ab Mitte des 19. Jahrhunderts eröffneten einige von ihnen Gewerbebetriebe in der Stadt.
Einrichtungen der Gemeinde waren in der damaligen „Judengasse“ die Synagoge, ein jüdisches Schulhaus mit einer Religionsschule und einem rituellen Bad. Tote der jüdischen Gemeinde wurden in Laudenbach, Euerbach und Schwanfeld beigesetzt.
Im Jahre 1924 gab es 35 Einwohner mit jüdischem Glauben in Arnstein.
Religionsunterricht erteilte den damals noch sechs schulpflichtigen jüdischen Kindern Hermann Holländer. Die Gemeinde gehörte zum Distriktsrabbinat Schweinfurt.
Vorsitzender der Repräsentanz war Salomon Bauer. An jüdischen Vereinen bestanden: Die Chewra Kadischa (Bestattungs- und Wohltätigkeitsverein, u. a. zur Unterstützung älterer durchreisender Leute, 1932 acht Mitglieder unter dem Vorsitz von Salomon Bauer) und der Wohltätigkeitsverein Chewroth (gleichfalls unter Leitung von Salomon Bauer; Zweck der des Vereins: Unterstützung, Lehrvorträge).
Im Jahre 1932 gab es dann nur noch drei schulpflichtige jüdische Kinder. 1933 zählte man noch 29 jüdische Einwohner, 1935 durch Zuzug 32. Auf Grund der zunehmenden Repressalien verzogen bis Ende Juli 1938 25 der Einwohner in andere Orte oder emigrierten ins Ausland. 1935 wanderten vier Personen nach Palästina, und weitere vier in die USA aus. Im Jahre 1937 wurde der Arzt L. Veilchenblau verhaftet und 1939 zu einer Gefängnisstrafe verurteilt. Seine Spur verliert sich ab diesem Datum. Anfang 1938 wurde die Gemeinde für aufgelöst erklärt. Unmittelbar nach den Ausschreitungen beim Novemberpogrom 1938 verzogen die letzten beiden jüdischen Einwohner, so dass ab dem November 1938 keine jüdische Person mehr in Arnstein lebte.
Während der NS-Zeit kamen folgende jüdische Einwohner Arnsteins ums Leben:
Berta Aron Freudenberger (* 1880), Paula Bermann (* 1890), Rosalie Dominski (* 1886), Julius Freudenberger (* 1885), Karolina Heymann (* 1875), Rita Holländer (* 1913), Rosa Holländer (* 1878), Selma Hutzler (* 1886), Erna Neuberger (* 1920), Isabella Regensteiner (* 1881), Ida Schloss (* 1913), Johanna Schloss (* 1878), Martha Schulmann (* 1893), Siegfried Siegel (* 1883), Arthur Stein, Fanny Stein (* 1876), Frieda Stein,
Herbert S. Stein (* 1935), Ruth Stein (* 1933), Simon Stein (* 1872), Werner L. Stein (* 1932), Toni (Melanie) Strauss (* 1891), Ludwig Veilchenblau (* 1892).

### Geschichte der Arnsteiner Synagoge

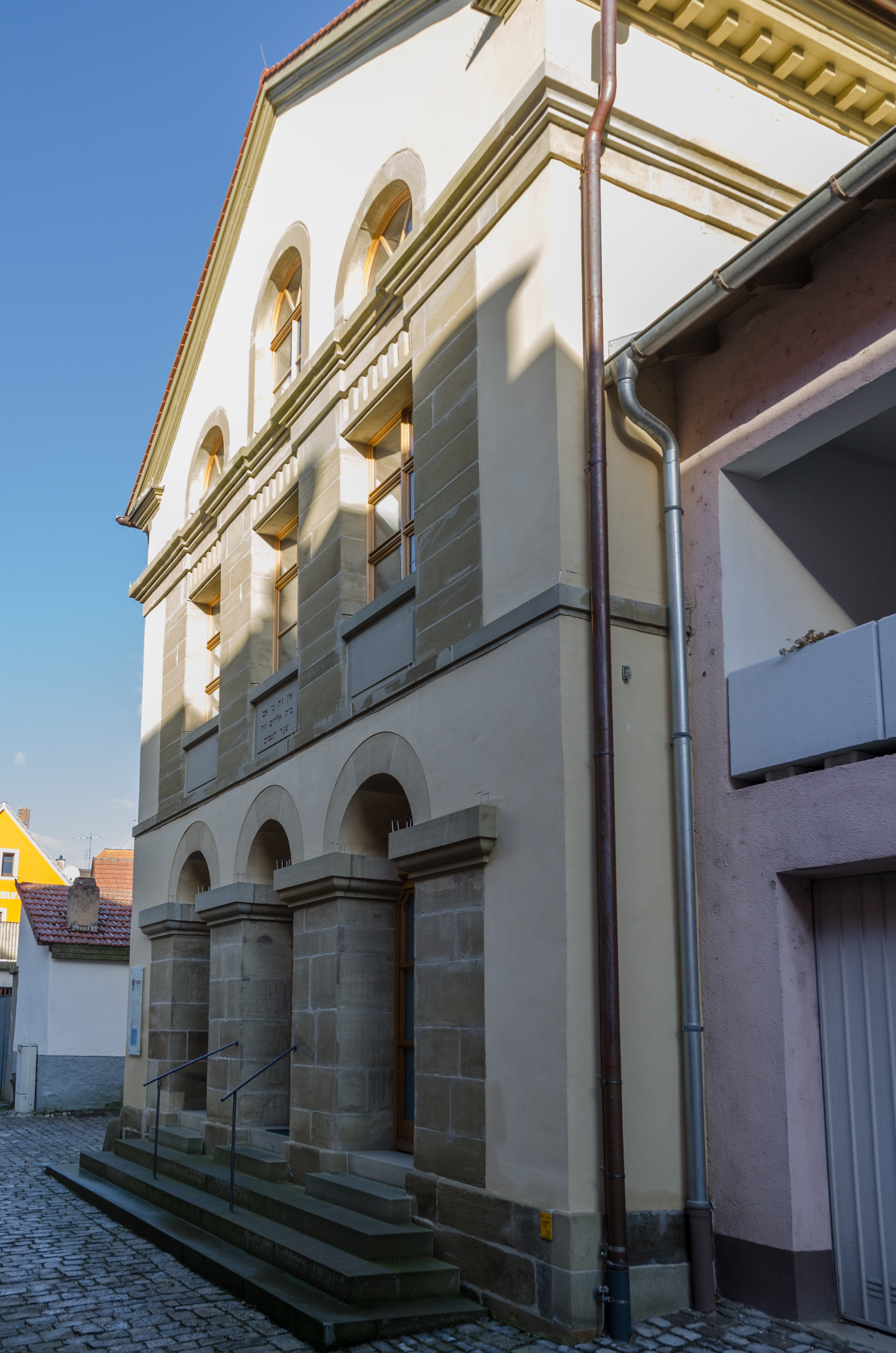
Synagoge (Arnstein)

Die Arnsteiner Synagoge wurde um 1800 erbaut. Sie wurde um 1870 und nochmals 1934 renoviert. Bei der letzten Renovierung 1934 wurde als Portalinschrift Genesis 28,17 angebracht (hebräisch für „Hier ist nichts anderes als Gottes Haus und hier ist die Pforte zum Himmel“).
Ab 1934 wurden nur noch für kurze Zeit Gottesdienste abgehalten, Grund war die rasch zurückgehende Mitgliederzahl.
Im April 1938 wurden das Synagogengebäude sowie das Schulhaus verkauft.
Nach 1945 kam das Gebäude in Privatbesitz und wurde zu einem Wohnhaus umgebaut. Ab 1978 wurde es als Lagerhaus verwendet. Trotz der Umbauten blieben die zugemauerten, aber sichtbaren Rundbogenfenster sowie die Malereien an der Decke (mit Landesfarben und -wappen) erhalten.
Mitte der 1990er Jahre wurde das Gebäude von der Stadtverwaltung erworben. Ziel war die Instandsetzung. 2005 gründete sich der Förderkreis „Alte Synagoge Arnstein e. V.“ Dieser setzte sich zum Ziel, die Synagoge zu restaurieren und zu einem Begegnungszentrum umzugestalten. Die mehrjährigen Sanierungsarbeiten wurden im Sommer 2012 mit einem Tag der offenen Tür abgeschlossen. Das Gebäude ist für die Öffentlichkeit wieder zugänglich.

### Eingemeindungen
Im Zuge der Gebietsreform in Bayern wurden am 1. Januar 1972 wurde die Gemeinde Binsbach und am 1. Juli 1972 die Gemeinde Büchold eingegliedert. Altbessingen, Binsfeld, Halsheim, Heugrumbach, Müdesheim, Neubessingen und Reuchelheim folgten am 1. Juli 1974. Die Reihe der Eingemeindungen wurde am 1. Mai 1978 durch die Eingliederung von Gänheim und Schwebenried abgeschlossen.

### Einwohnerentwicklung
Im Zeitraum 1988 bis 2018 stieg die Einwohnerzahl von 7723 auf 8125 um 402 Einwohner bzw. um 5,2 %.
- 1961: 7943 Einwohner[12]
- 1970: 8403 Einwohner[12]
- 1987: 7640 Einwohner
- 1991: 7968 Einwohner
- 1995: 8092 Einwohner
- 2000: 8332 Einwohner
- 2005: 8345 Einwohner
- 2010: 8090 Einwohner
- 2015: 8161 Einwohner

## Politik

### Stadtrat
Die Kommunalwahlen 2002, 2008, 2014 und 2020 führten zu folgenden Sitzverteilungen im Stadtrat:
|                                   | 2002 | 2008 | 2014 | 2020 |
| --------------------------------- | ---- | ---- | ---- | ---- |
| CSU                               | 8    | 9    | 7    | 8    |
| Die Grünen                        | –    | –    | 2    | 3    |
| SPD                               | 3    | 2    | 3    | 2    |
| Freie Werntalliste                | 3    | 4    | 3    | 3    |
| Freie Wähler                      | 3    | 2    | 3    | 0    |
| Bürgerliste Großgemeinde Arnstein | 2    | 1    | –    | 2    |
| Junge Bürger                      | 1    | 2    | 2    | 2    |
| Gesamt                            | 20   | 20   | 20   | 20   |

### Bürgermeister
Erster Bürgermeister ist seit 2019 Franz Josef Sauer (CSU). Er setzte sich gegen einen Gegenkandidaten mit 83,7 % der Stimmen durch. Vorgängerin war ab 1. Mai 2014 Anna Stolz (SPD/Freie Wähler/Freie Werntalliste/Grüne). Sie löste mit 60,91 % der Stimmen die bisherige Amtsinhaberin Linda Plappert-Metz (CSU) ab, welche 39,09 % der Stimmen erreichte. Ihr Vorgänger war bis 2002 Roland Metz (CSU/Junge Bürger). Am 29. Oktober 2018 wurde Stolz verabschiedet, da sie bei der Landtagswahl am 14. Oktober 2018 ein Mandat im Bayerischen Landtag erhielt. Die Amtsgeschäfte führten bis zur Neuwahl die weiteren Bürgermeister.

### Wappen
|                       | Blasonierung: „In Silber auf grünem Dreiberg ein flugbereiter, widersehender, golden bewehrter schwarzer Adler.“ |
| Seit 14. Jahrhundert. | |

### Städtepartnerschaften
Arnstein unterhält Partnerschaften mit der französischen Gemeinde Cancale in der Bretagne (seit 7. September 1988) und mit der polnischen Gemeinde Łubniany in der Woiwodschaft Oppeln (seit 22. Mai 1993).

## Kultur und Sehenswürdigkeiten

### Bauwerke
- Die Burg Arnstein, das spätere Amtsschloss, wurde 1225 in der Wahlkapitulation des Würzburger Bischofs Hermann I. von Lobdeburg erwähnt.[15] Einstiger Amts- und Gerichtssitz der Würzburger Fürstbischöfe.
- Das Schloss Büchold wurde urkundlich im Jahre 1299 als Ordensniederlassung des würzburgerischen Johanniterhauses erwähnt.
- Die spätgotische Pfarr- und Wallfahrtskirche Maria Sondheim stand als die Arnsteiner Pfarrkirche bereits zur Zeit der Stadtgründung in Sondheim. Während der Verpfändung Arnsteins an die Herren von Hutten diente sie dem Adelsgeschlecht als Familiengrablege.
- Das Rathaus wurde um 1550 an der Stelle eines älteren gotischen Baus errichtet und im Jahr 1754 erneuert. Im Jahre 1945 brannte das Rathaus bis auf die Grundmauern nieder, wurde aber nach dem Krieg in der alten Form wieder errichtet. Eine gewaltige, dreiseitig offene Freitreppe führt zum mittig angelegten Portal hinauf und gleicht die Schräge des ansteigenden Geländes aus. Der dreigeschossige Bau besitzt keine klare Achsengliederung; die Fenster sind zwar regelmäßig, aber gegeneinander versetzt angeordnet. Die letzte Renovierung erfolgte 2020, seitdem erstrahlt das zuvor beigegelbe Rathaus in Weiß. Insgesamt enthält die Schaufront im Stile des Rokoko fünf Wappen, in der Mitte hierarchisch von oben nach unten das des Würzburger Fürstbischofs Karl Philipp von Greiffenclau zu Vollrads, darunter das Wappen des Oberamtmannes Adelbert Gertrand Gottfried Friederich Johann Bruno Freiherr von Rosenbach, ganz unten das Wappen der Stadt Arnstein. Seitlich sind zwei weitere Vollwappen von Funktionsträgern des Amtes angebracht.
- Das Pfründnerspital ist ein historisches Gebäude der Spitalstiftung, die 1552 (Testament) bzw. 1558 (Vollzug) von Moritz von Hutten gegründet wurde. Das Spitalgebäude wurde in der heutigen Form 1713–1730 erbaut. Die dreiflügelige Anlage erbaute der Barockbaumeister Joseph Greissing im 1713 vergebenen Auftrag der Spitalverwaltung, die unter Aufsicht der fürstbischöflichen Regierung stand. Deshalb trägt der Wappenstein an der Fassade das Wappen des Gründers in der Mitte und die Wappen von vier aufeinander folgenden Würzburger Fürstbischöfen, unter deren Regierung der Bau vollzogen wurde. Bauinschrift: „Im Jahr Christi 1558 ist durch gottseelige Vermächtnuß MAURITII / Bischoffens zu Eichstatt und Domb:Probsten zu Würtzburg Freyherrns von Hutten dieses Spithal ge:/stifftet, dieses Gebäu(de) aber in diese Gestalt und Bequemlichkeit unter glorreicher Regierung vier nacheinan:/der gefolgten Bischoffen und Fürsten zu Würtzburg und Hertzogen zu Francken, JOANNIS PHILIPPI, / Freyherrn von Greiffenclau, JOANNIS PHILIPPI FRANCISCI, Reichs:Graffen von Schönborn / Buch(h)eim, CHRISTOPHORI FRANCISCI auch Freyherren von Hutten zum Stolzenberg, / FRIDERICI CAROLI, gleichfal(l)s Reichs:Graffen von Schönborn:Buch(h)eim auch Bischoffen / zu Bamberg von Anno 1713 angefangen und 1730 in diesen Stand gebracht worden.“ Am 27. Juni 1715 fand die Grundsteinlegung zum Neubau statt. Greissing konnte den Bau nicht zur Gänze vollenden; bei seinem Tod fehlten am Pfründnerbau noch die Tünchner- und Dachdeckerarbeiten. Bis 1730 wurde das Triklinium mit dem Kapellenbau von Johann Leonhard Stahl und Mathes Kolb nach Greissings Plänen vollendet. Wenigstens im Außenbau folgte man strikt den Plänen, aber im Innenausbau gab es Änderungen bei der Raumaufteilung im Kapellenflügel.
- Das Balleshaus wurde im Jahr 1725 von dem Tuchhändler Georg Roth errichtet und diente mehr als zwei Jahrhunderte als Wohnhaus. Die Stadt erwarb es vom letzten Besitzer, der Familie Balles, und renovierte es in den 1970er Jahren. Seitdem befinden sich in dem Gebäude die Stadtbibliothek und das Stadtarchiv.

### Konfluenzdenkmal

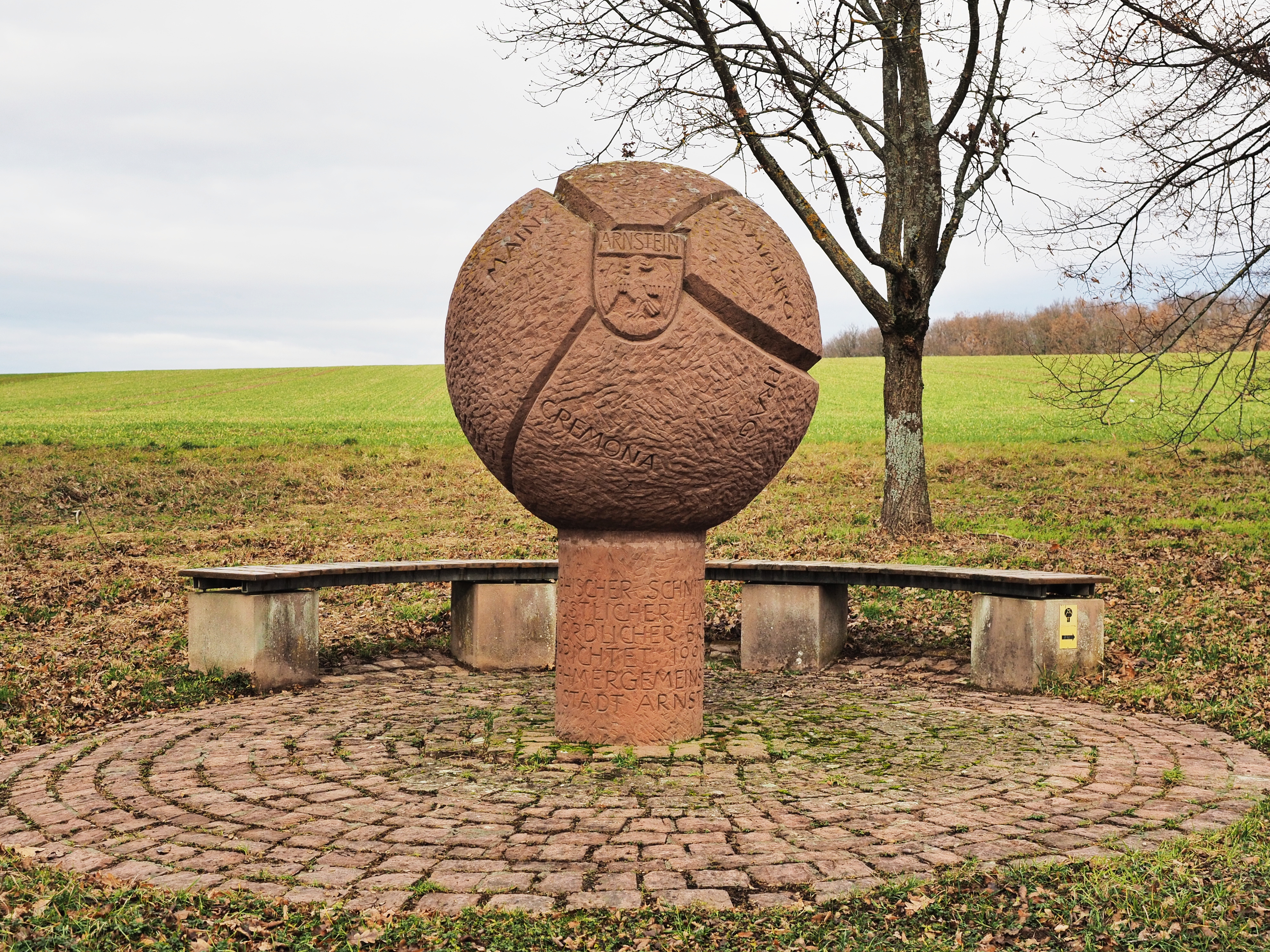
Das Arnsteiner Meridiandenkmal in der Nähe des Konfluenzpunktes 50°N, 10°O

Auf dem Stadtgebiet Arnsteins liegt der einzige Konfluenzpunkt zwischen einem Haupt-Breiten- und einem Haupt-Längengrad Deutschlands. Hier liegt der Schnittpunkt des 50. Meridians (50. Breitengrad) nördlicher Breite mit dem 10. Meridian (10. Längengrad) östlicher Länge. Der 50. Breitengrad entspricht der Mainlinie. Der 10. Meridian östlicher Länge bildet die Mittelsenkrechte zum Äquator auf Weltkarten, die auf die Beringstraße ausgemittelt sind, wo auch die Datumsgrenze zwischen den Kontinenten liegt, da der Nullmeridian durch Greenwich außermittig zur Beringstraße liegt (siehe: Meridian 10 Grad östlicher Länge).
1990 wurde ein Konfluenzdenkmal (Schnittpunkt-Denkmal) an einem Feldweg errichtet, parallel zur B 26a, 5 km westlich des Autobahnkreuzes Schweinfurt/Werneck. Das Denkmal steht jedoch nicht genau auf dem Konfluenzpunkt, der 222 Meter nördlich und wenige Meter westlich (bezogen auf das Denkmal) auf freiem Feld liegt.
Das steinerne Denkmal des Bildhauers Julian Walter aus Vasbühl zeigt eine auf einem Zylinder aufgesetzte Weltkugel, mit einem Breitenkreis, einem Längenkreis und dem Arnsteiner Wappen auf dem Schnittpunkt.
Auf der Internationalen Meridiankonferenz 1884 wurde unter anderen vorgeschlagen, den internationalen Nullmeridian durch die Beringstraße zu legen. Der 10. Meridian durch Arnstein wäre dann der 180. geworden. Der Vorschlag schied aus, da die Beringstraße über kein Observatorium verfügte und keine telegrafische Anbindung hatte.

## Wirtschaft und Infrastruktur
Im neuen Siedlungsgebiet der Stadt gibt es seit Ende der 1990er Jahre eine Reihenhaussiedlung mit 20 Niedrigenergiehäusern, den so genannten Arnsteiner Sonnenhäusern, die im Rahmen des Förderprogramms zum experimentellen Wohnungsbau von den 20 Bauherren gemeinschaftlich errichtet wurden. Im Mai 2005 wurde in der Nähe von Arnstein mit dem Solarfeld Erlasee der seinerzeit weltweit größte Solarpark eröffnet.
Größter Arbeitgeber ist seit mehr als 100 Jahren die MIWE Michael Wenz GmbH.
Im Arnsteiner Hauptwerk stellen ca. 400 Mitarbeiter Industriebacköfen, Backöfen für Bäckereifilialen und Bäckerei- und Kältetechnik her.
Seit 1885 ist in Arnstein die Arnsteiner Brauerei Max Bender ansässig, welche sich über vier Generationen im Familienbesitz befindet.

## Bildung
Im Jahr 2011 gab es in Arnstein folgende Bildungseinrichtungen:
- Grundschule
- Max-Balles-Hauptschule
- Michael-Ignaz-Schmidt-Realschule
- Städtische Musikschule
- verschiedene Kindergärten

## Verkehr
Östlich verläuft die Autobahn A 7, welche über die Bundesstraße 26a und das Autobahnkreuz Schweinfurt/Werneck erreichbar ist. Die Bundesstraße 26 und parallel die Werntalbahn durchqueren das Gemeindegebiet von West nach Ost.
Es gibt Busverbindungen nach Karlstadt, Schweinfurt und Würzburg. Der Bahnhof Arnstein wird nicht im Personenverkehr bedient; über die eingleisige Werntalbahn verkehren hauptsächlich Güterzüge.

## Naherholung

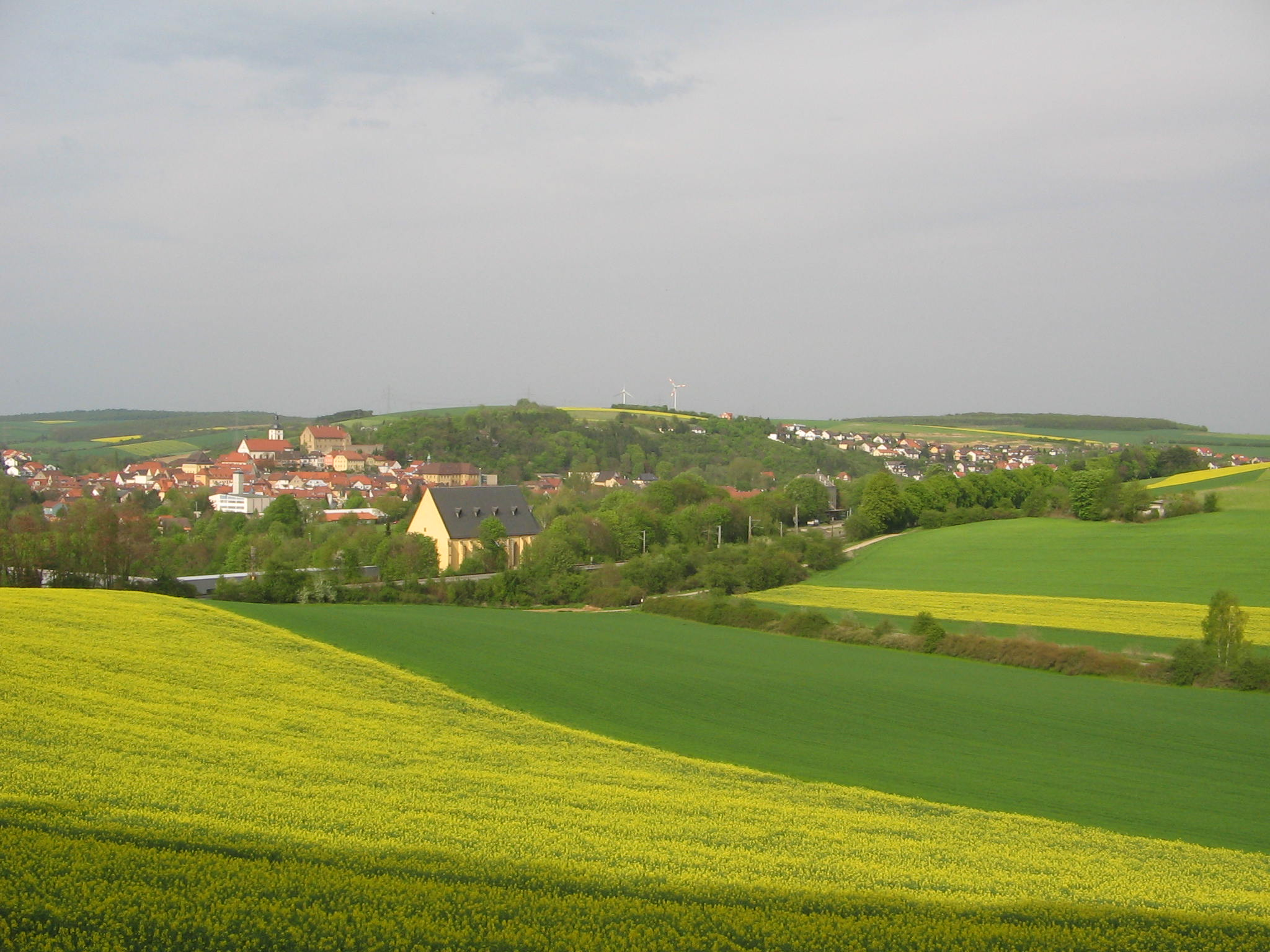
Sanfte Hügellandschaft um Arnstein

- Der Naturbadesee Arnstein liegt in unmittelbarer Nähe des Ortes. Der Arnsteiner Badesee wurde im Zuge der Kleinen Landesgartenschau (Natur und Stadt) 1997 angelegt. Es gibt verschiedene Liegewiesen, ein Wasserfloß, ein Beachvolleyballfeld, sowie einen Kiosk mit Seeterrasse. Für Kinder gibt es eine Spielwiese mit Weidendorf und einen Naturspielplatz.
- Der Walderlebnispfad Arnstein liegt zwischen Arnstein und Reuchelheim etwas oberhalb des Tales und ist etwa 2,5 km lang.
- Der Gewässerlehrpfad Wern/Arnstein ist einen Kilometer lang.
- Der Wernradweg ist ein 78 km langer Radweg von der Quelle der Wern über Arnstein bis zur Mündung in den Main bei Gemünden-Wernfeld.
- Durch Arnstein verläuft der Fränkische Marienweg.

## Persönlichkeiten
- Nikolaus Deschendorff, Arzt in Arnstein und Rom um 1450[19]
- Moritz von Hutten (1503–1552), Fürstbischof Fürstbischof von Eichstätt 1539–1552
- Franz Konrad von Stadion und Thannhausen (1679–1757), Fürstbischof von Bamberg 1753–1757
- Isaak Arnstein (1682–1744), Bankier und Hoffaktor
- Philipp Anton Schmidt (1734–1805), Jesuit, Theologieprofessor und Weihbischof in Speyer; Bruder von Michael Ignaz Schmidt
- Michael Ignaz Schmidt (1736–1794), Historiker
- Karl Frank (1870–1926), Gynäkologe
- Azela Hammer (1872–1951), Ordensgeistliche
- Hans Löffler[20] (1872–1945) Oberbürgermeister von Würzburg (1921–1933 u. 1946–1948); Familie urspr. aus Arnstein
- Michael Siegel (1882–1979), Rechtsanwalt
- Hubert Korbacher (1892–1961), Uhrmacher und Politiker (BVP)
- Emil Greul (1895–1993), Admiralstabsarzt und letzter Sanitätschef der Kriegsmarine
- Fritz Burkhardt (1900–1983), Grafiker und Maler
- Rita Kuhn (1916–2011), Malerin
- Josef Wilhelm Manger (1929–2016), Akustik-Entwickler und Unternehmer
- Berthold Krieger (1941–2011), Unternehmer (Gastronom) und Politiker (CSU) in Würzburg
- Manfred Beck-Arnstein (* 1946), Kunstmaler (seit 1993 Ehrenbürger)
- Valentin Schwab (1948–2012), Fotograf und Filmemacher
- Christian Wück (* 1973), Fußball-Bundesligaspieler, 1980–1987 DJK Gänheim Jugend
- Manuel Wintzheimer (* 1999), Fußballspieler